# 八箇村
八箇村（はっかむら）は、かつて新潟県北魚沼郡にあった村。

## 沿革
- 1889年（明治22年）4月1日 - 町村制施行に伴い北魚沼郡井口新田、吉田村、七日市村、七日市新田、大沢村、木山沢新田、葎沢村、福島新田が合併し、八箇村が発足。
- 1901年（明治34年）11月1日 - 北魚沼郡湯ノ谷村と合併し、湯之谷村となり消滅。